# 2020年のブラジル
2020年のブラジル （2020ねんのブラジル）では、2020年のブラジルに関する出来事について記述する。

## 国家元首等
- 大統領
  - 第38代: ジャイール・ボルソナーロ （社会自由党、2019年1月1日 - ）
- 副大統領
  - 第25代: アミルトン・モウラン （2019年1月1日 - ）
- 連邦最高裁判所長官
  - 第59代: Dias Toffoli （2018年9月13日 - 2020年9月10日）
  - 第60代: Luiz Fux （2020年9月10日 - ）
- 連邦上院議長
  - 第67代: Davi Alcolumbre （民主党、2019年2月2日 - ）
- 連邦下院議長
  - 第54代: Rodrigo Maia （民主党、2016年7月14日 - ）

## できごと

### 2月
- 2月21日-26日 - リオのカーニバル開催[1]。
- 2月26日 - ブラジルで最初の新型コロナウイルス感染症の症例確認[2]。

### 5月
- 5月3日 - 新型コロナウイルス感染症の国内感染者数が10万人に到達[3]。

### 6月
- 6月19日 - 新型コロナウイルス感染症の国内感染者数が100万人に到達[4]。

### 7月
- 7月7日 - ジャイール・ボルソナーロ大統領、新型コロナウイルス感染症の検査結果で陽性と発表[5]。

### 8月
- 8月8日 - 新型コロナウイルス感染症による試合中止の影響でカンピオナート・ブラジレイロが短縮シーズンとした上で例年より遅れて開幕[6]。

### 9月
- 9月10日 - Luiz Fux、第60代連邦最高裁判所長官に就任。
- 9月24日 - リオのカーニバル参加団体、2021年2月に予定していたカーニバルの開催時期の延期を決定[7]。新型コロナウイルス感染症流行の影響による[7]。

### 11月
- 11月15日 - 各市町村の首長及び議員を決めるブラジル統一地方選挙の第一回を実施[8]。

- 11月16日 - リオのカーニバル参加団体、2021年のカーニバルの開催時期を2月から7月へ延期すると発表[9]。新型コロナウイルス感染症流行の影響による[9]。
- 11月29日 - 第二回ブラジル統一地方選挙の実施[10]